# Heo Sung-tae
Đây là một tên người Triều Tiên, họ là Heo.
Heo Sung-tae (tiếng Hàn: 허성태, sinh ngày 20 tháng 10 năm 1977) là một nam diễn viên người Hàn Quốc. Anh được biết đến qua một số bộ phim The Age of Shadows, Squid Game.

## Đầu đời
Heo sinh ra ở Busan, Hàn Quốc. Anh tốt nghiệp Đại học Busan, nơi anh học chuyên ngành tiếng Nga. Trước khi tham gia diễn xuất, anh đã bán tivi tại thị trường Nga cho Tập đoàn LG. Sau đó, anh tham gia bộ phận lập kế hoạch và điều phối của một công ty đóng tàu.

## Sự nghiệp
Heo bắt đầu sự nghiệp diễn xuất của mình vào năm 2011, khi anh tham gia chương trình tài năng Miraculous Audition (기적 의 오디션) của đài SBS.
Anh trở nên nổi tiếng trên toàn quốc với vai Ha Il-soo trong bộ phim kinh dị năm 2016 The Age of Shadows.
Heo Sung-tae đã phải học tiếng Mãn Châu cho vai diễn trong The Fortress (2017). Anh đóng vai trùm xã hội đen Jang Deok-su trong phim Squid Game (2021).

## Giải thưởng và đề cử
| Giải thưởng                         | Năm  | Hạng mục                  | Tác phẩm    | Kết quả   | Nguồn.      |
| ----------------------------------- | ---- | ------------------------- | ----------- | --------- | ----------- |
| Asia Artist Awards                  | 2021 | Best Actor Award          | Squid Game  | Đoạt giải | [ 4 ] [ 5 ] |
| Asia Model Awards                   | 2021 | Asia Special Award        | Squid Game  | Đoạt giải | [ 6 ]       |
| Baeksang Arts Awards                | 2018 | Best New Actor – Film     | The Outlaws | Đề cử     |             |
| Korea Cultural Entertainment Awards | 2021 | Excellence Award for Male | Squid Game  | Đoạt giải | [ 7 ]       |
| SBS Drama Awards                    | 2018 | Best Supporting Actor     | Your Honor  | Đề cử     |             |
| SBS Drama Awards                    | 2021 | Scene Stealer Award       | Racket Boys | Đề cử     | [ 8 ]       |